# Maireana
Maireana ist eine Pflanzengattung der Unterfamilie der  Camphorosmoideae innerhalb der Familie der Fuchsschwanzgewächse (Amaranthaceae). Die etwa 58 Arten sind in Australien verbreitet.

## Beschreibung

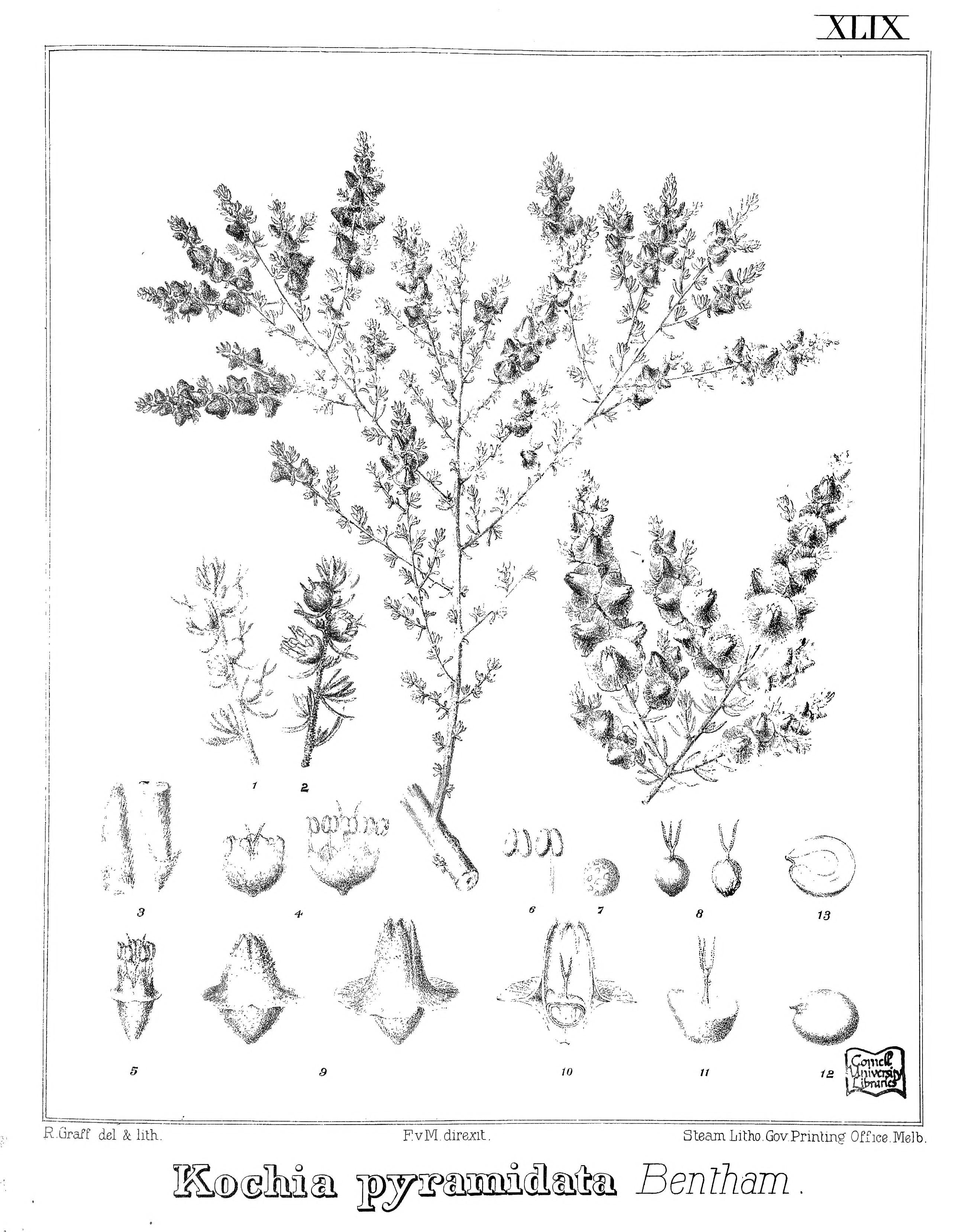
Illustration aus Iconography of Australian salsolaceous plants, 1889 von Maireana pyramidata

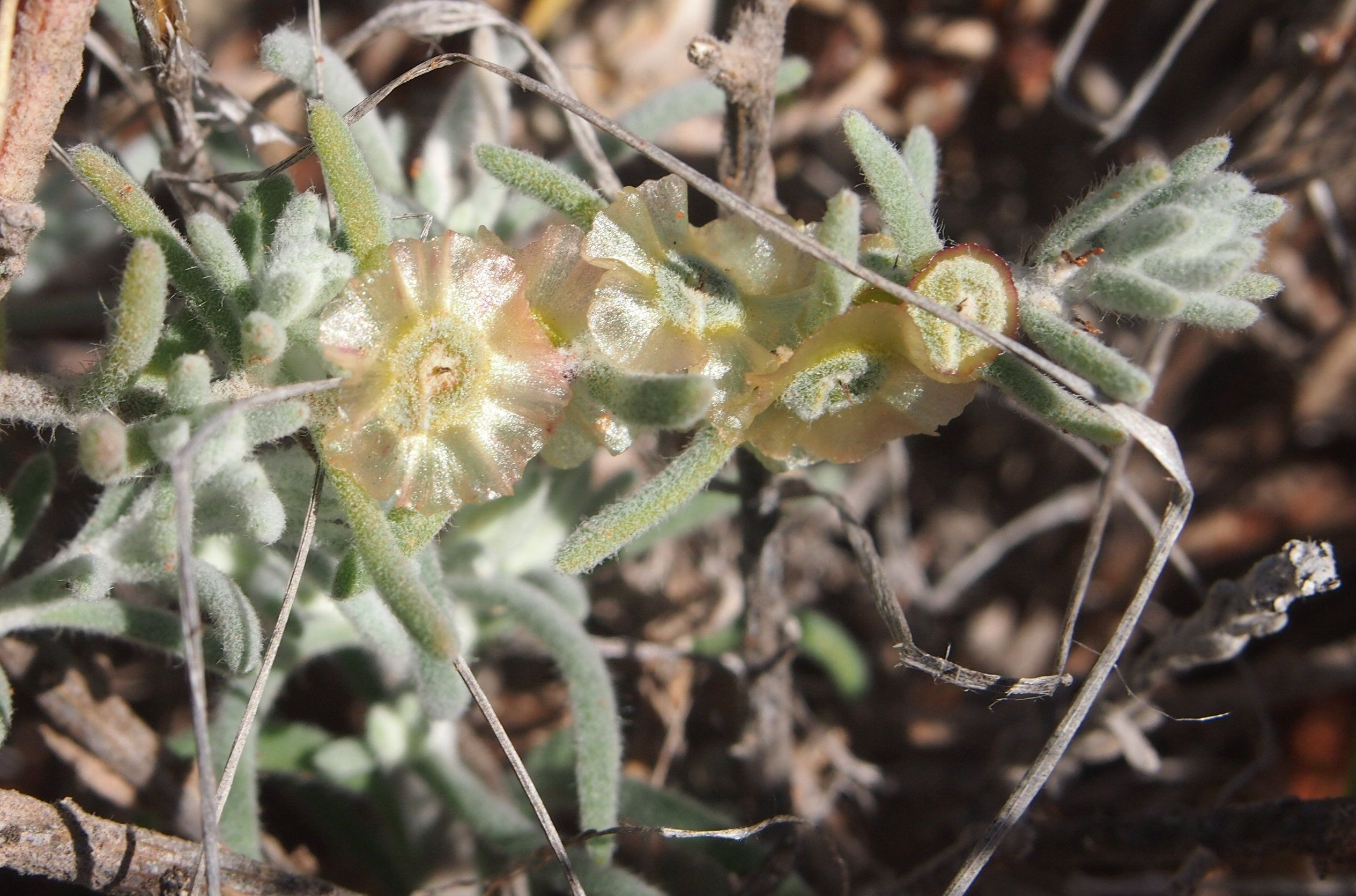
Früchte von Maireana georgei

### Vegetative Merkmale
Maireana-Arten sind ausdauernde krautige Pflanzen oder Sträucher. Die wechselständigen Laubblätter sind häufig fleischig oder sukkulent.

### Generative Merkmale
Die Blüten stehen allein oder zu zweit in Blattachseln, manchmal an Zweigspitzen zu ährenartigen Pseudoblütenständen gedrängt.
Die Geschlechter können wie folgt verteilt sein: zweihäusig getrenntgeschlechtig (diözisch); oder alle Blüten zwittrig; oder zwittrige und weibliche Blüten auf den einen und zwittrige und männliche Blüten auf den anderen Pflanzenexemplaren (Tridiözie). Die Blüten sind fünfzählig. Das Perianth ist fünflappig mit oder ohne Röhre. Die fünf Staubblätter stehen den Perianthlappen gegenüber. Der Fruchtknoten ist rund. Der Griffel endet mit einer zwei- oder dreilappiger Narbe.
Die Frucht ist der für die Gänsefußgewächse charakteristische Utriculus, der vom vergrößerten Perianth umhüllt wird. Dieses bildet Flügel, die an der Basis der Perianthlappen entspringen.

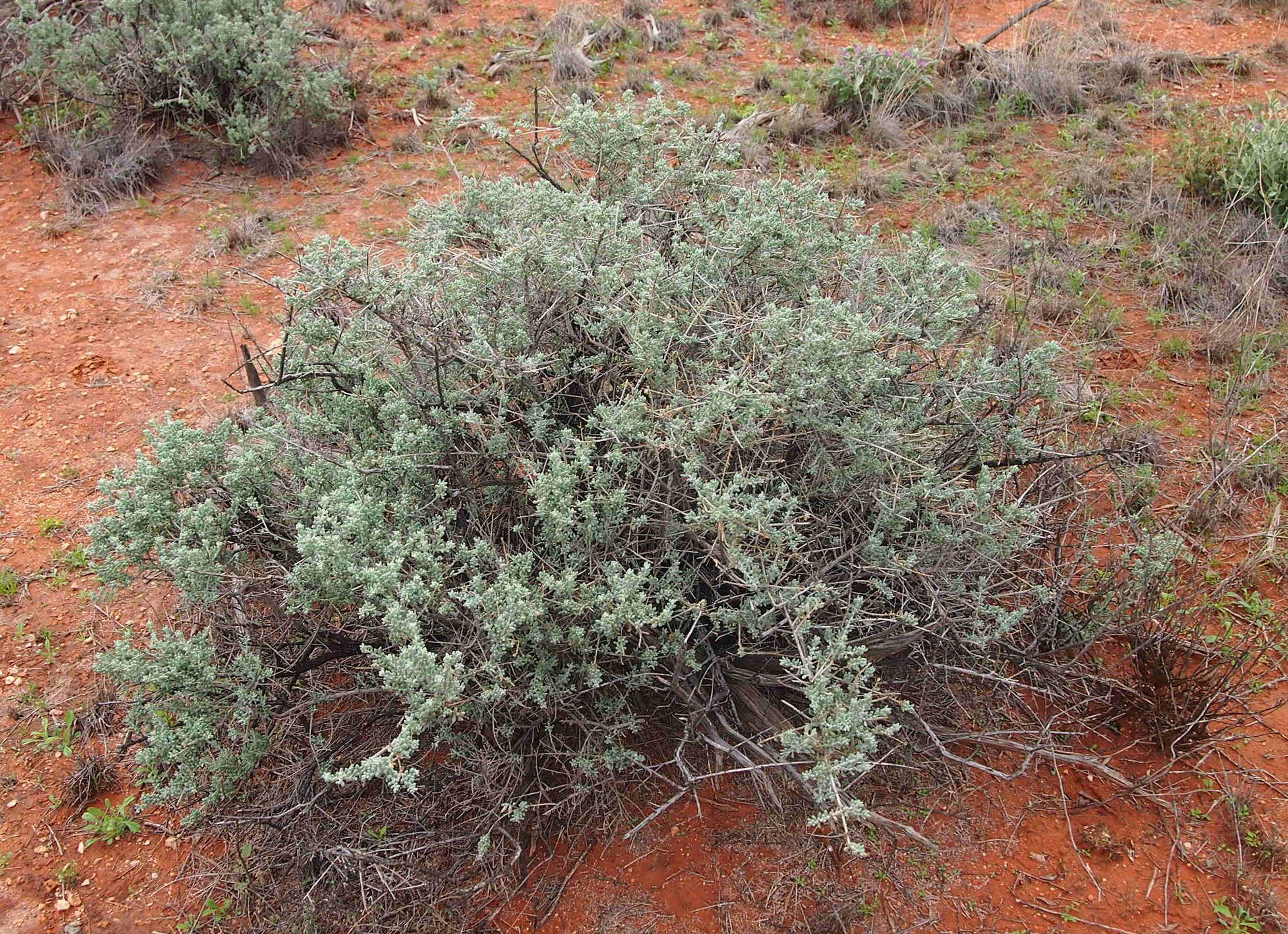
Habitus von Maireana astrotricha

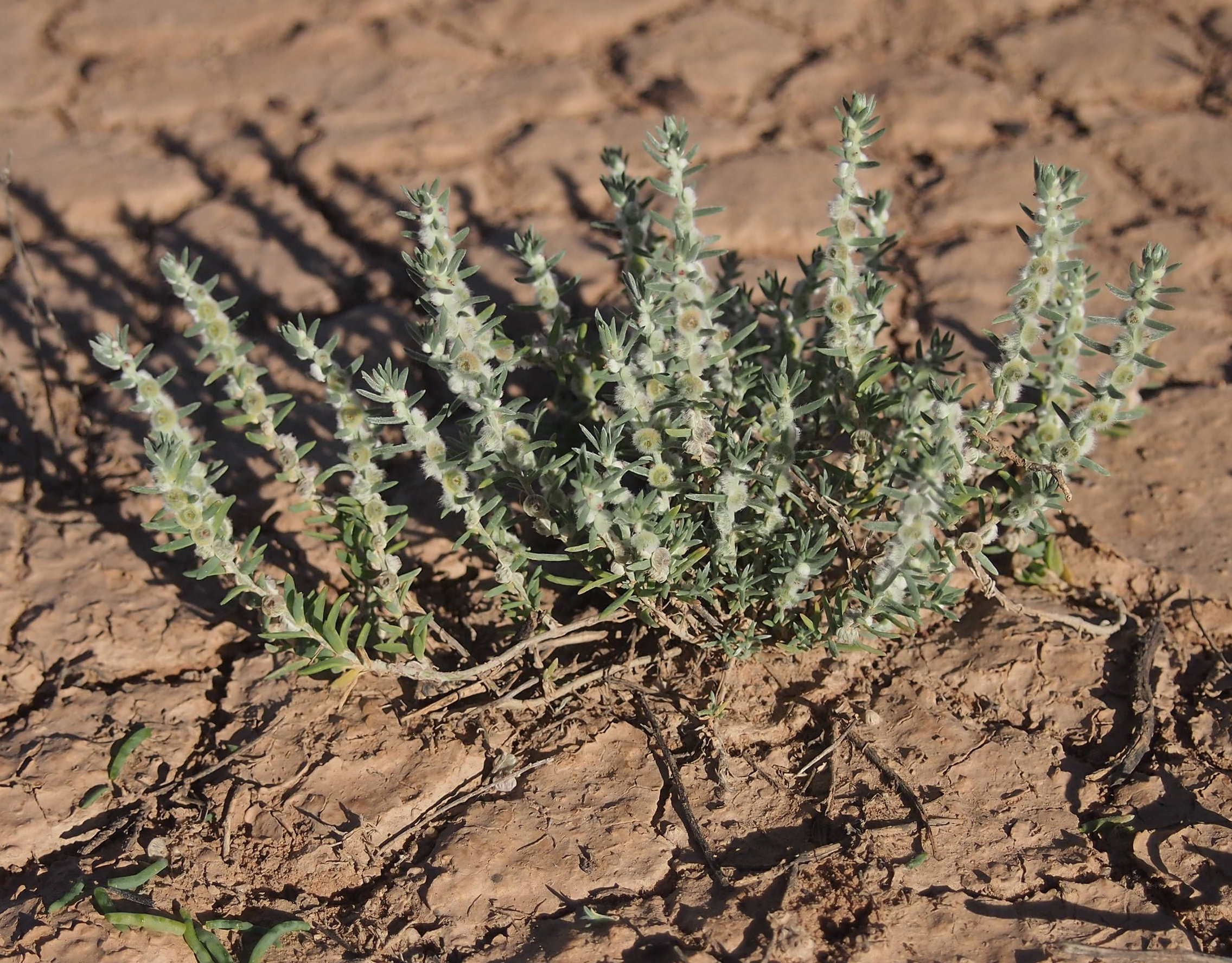
Habitus von Maireana coronata

## Systematik und Verbreitung
Die Gattung Maireana wurde 1840 durch Alfred Moquin-Tandon in Chenopodearum Monographica Enumeratio. P.-J. Loss, Paris, S. 95 veröffentlicht. Typusart ist Maireana tomentosa Moq. Der Gattungsname Maireana ehrt einen Pflanzensammler Maire  des 19. Jahrhunderts in Paris.
Eine Revision der Gattung Maireana erfolgte 1975 durch Paul G. Wilson in A Taxonomic Revision of the genus Maireana (Chenopodiaceae). in Nuytsia, Volume 2, Issue 1, S. 2–83.
Die polyphyletische Gattung Maireana gehört in die Unterfamilie Camphorosmoideae innerhalb der Familie der Fuchsschwanzgewächse (Amaranthaceae).
Die Gattung Maireana ist in Australien verbreitet. Die Arten gedeihen besonders in den trockenen Gebieten. Die in der Trockenvegetation der Chenopodiaceen-Gebüsche am weitesten verbreiteten Arten sind: Maireana aphylla (R.Br.) Paul G.Wilson, Maireana pyramidata (Benth.) Paul G.Wilson, Maireana sedifolia (F.Muell.) Paul G.Wilson
Es gibt etwa 58 Arten in der Gattung Maireana. Hier eine Auswahl:
- Maireana amoena (Diels) Paul G.Wilson: Sie kommt im australischen Bundesstaat Western Australia vor.[1]
- Maireana aphylla (R.Br.) Paul G.Wilson: Sie kommt in den australischen Bundesstaaten Western Australia, Northern Territory, South Australia, Queensland, New South Wales sowie Victoria vor.[1]
- Maireana appressa (Benth.) Paul G.Wilson: Sie kommt in den australischen Bundesstaaten Western Australia, Northern Territory, South Australia, Queensland, New South Wales sowie Victoria vor.[1]
- Maireana astrotricha (L.A.S.Johnson) Paul G.Wilson: Sie kommt in den australischen Bundesstaaten Northern Territory, South Australia, Queensland sowie New South Wales vor.[1]
- Maireana atkinsiana (W.Fitzg.) Paul G.Wilson: Sie kommt im australischen Bundesstaat Western Australia vor.[1]
- Maireana brevifolia (R.Br.) Paul G.Wilson: Sie kommt in den australischen Bundesstaaten Western Australia, Northern Territory, South Australia, Queensland, New South Wales sowie Victoria vor.[1]
- Maireana campanulata Paul G.Wilson: Sie kommt in den australischen Bundesstaaten Northern Territory, South Australia sowie Queensland vor.[1]
- Maireana cannonii (J.M.Black) Paul G.Wilson: Sie kommt im australischen Bundesstaat South Australia vor.[1]
- Maireana carnosa (Moq.) Paul G.Wilson: Sie kommt in den australischen Bundesstaaten Western Australia, Northern Territory, South Australia sowie Queensland vor.[1]
- Maireana cheelii (R.H.Anderson) Paul G.Wilson: Sie kommt in den australischen Bundesstaaten Queensland, New South Wales sowie Victoria vor.[1]
- Maireana ciliata (F.Muell.) Paul G.Wilson: Sie kommt in den australischen Bundesstaaten Northern Territory, South Australia, Queensland sowie New South Wales vor.[1]
- Maireana convexa Paul G.Wilson: Sie kommt im australischen Bundesstaat Western Australia vor.[1]
- Maireana coronata (J.M.Black) Paul G.Wilson: Sie kommt in den australischen Bundesstaaten  Northern Territory, South Australia, Queensland sowie New South Wales vor.[1]
- Maireana decalvans (Gand.) Paul G.Wilson: Sie kommt in den australischen Bundesstaaten South Australia, Queensland, New South Wales sowie Victoria vor.[1]
- Maireana diffusa Paul G.Wilson: Sie kommt im australischen Bundesstaat Western Australia vor.[1]
- Maireana enchylaenoides (F.Muell.) Paul G.Wilson: Sie kommt in den australischen Bundesstaaten Western Australia, South Australia, Queensland, New South Wales sowie Victoria vor.[1]
- Maireana eriantha (F.Muell.) Paul G.Wilson: Sie kommt im südlichen und östlichen Australien vor.[1]
- Maireana turbinata Paul G.Wilson : Sie kommt in den australischen Bundesstaaten Western Australia, Northern Territory, South Australia, Queensland, New South Wales sowie Victoria vor.[1]
- Maireana villosa (Lindl.) Paul G.Wilson: Sie kommt in den australischen Bundesstaaten Western Australia, Northern Territory, South Australia, Queensland sowie New South Wales vor.[1]

## Belege
- Jonathan F. Cabrera, Surrey Wilfrid Laurance Jacobs, Gudrun Kadereit: Phylogeny of the Australian Camphorosmeae (Chenopodiaceae) and the taxonomic significance of the fruiting perianth. In: International Journal of Plant Sciences, Volume 170, Issue 4, 2009, S. 505–521. doi:10.1086/597267
- Maireana in der New South Wales Flora online.
- J. Gathe and Leslie Watson, September 2016: Maireana in FloraBase – Western Australian Flora.